# Nala (Kabhrepalanchok)
Nala (Nepali उग्रचण्डी नाला oder Ugrachandi Nala) ist ein Dorf und ein Village Development Committee (VDC) in Nepal im Distrikt Kabhrepalanchok.
Das VDC Nala liegt nördlich von Banepa. In Nala Bazar befindet sich der Tempel der Göttin Ugrachandi Bhagawati.

## Einwohner
Bei der Volkszählung 2011 hatte das VDC Nala 7198 Einwohner (davon 3550 männlich) in 1444 Haushalten.

## Dörfer und Weiler
Nala Bazaar, Bhandari Gaun, Sera, Aangal, Kaakre, Suwara, Tuusal, Baantal, Chunatal und Tanchok sind Siedlungen im VDC Nala.